# Enju Vălčev
Enju Vălčev Dimov (in bulgaro Еню Вълчев Димов?; Polski Gradets, 4 gennaio 1936 – Sofia, 15 febbraio 2014) è stato un lottatore bulgaro, specializzato nella lotta libera.

## Palmarès

### Olimpiadi
- 3 medaglie:
  - 1 oro (Tokyo 1964 nei pesi leggeri)
  - 1 argento (Città del Messico 1968 nei pesi leggeri)
  - 1 bronzo (Roma 1960 nei pesi leggeri)

### Mondiali
- 4 medaglie:
  - 1 oro (Toledo 1962 nei 70 kg)
  - 2 argenti (Teheran 1959 nei 67 kg; Mar del Plata 1969 nei 68 kg)
  - 1 bronzo (New Delhi 1967 nei 70 kg)